# Iglesia de Todos los Mundos

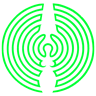
Dearinth - El símbolo oficial de la Iglesia de Todos los Mundos, Inc.

La Iglesia de Todos los Mundos (CAW, Church of All Worlds, en inglés) es un grupo religioso neopagano estadounidense cuya misión declarada es desarrollar una red de información, mitología y experiencias que proporcione un contexto y un estímulo para despertar a Gaia y reunir a su descendencia a través de una comunidad tribal dedicada a la administración responsable y la conciencia evolutiva. Tiene su sede en Cotati, California. 
El fundador clave de CAW es Oberon Zell-Ravenheart, quien sirve a la Iglesia como " Primado ", más tarde junto con su esposa, Morning Glory Zell-Ravenheart (m. 2014), designada Suma Sacerdotisa. CAW se formó en 1962, evolucionando de un grupo de amigos y amantes que se inspiraron en parte por una religión ficticia del mismo nombre en la novela de ciencia ficción Stranger in a Strange Land (1961) de Robert A. Heinlein ; La mitología de la iglesia incluye ciencia ficción hasta nuestros días. 
Los miembros de CAW, llamados waterkin, defienden el paganismo, pero la Iglesia no es una religión basada en creencias. Los miembros experimentan la Divinidad y honran estas experiencias al mismo tiempo que respetan los puntos de vista de los demás. Reconocen "Gaia", la Diosa Madre Tierra y el Dios Padre, así como el reino de las hadas y las deidades de muchos otros panteones. Muchas de sus celebraciones rituales se centran en los dioses y diosas de la antigua Grecia. 

## Formación
CAW comenzó en 1961 con un grupo de amigos de la secundaria. Uno de ellos fue Richard Lance Christie de Tulsa, Oklahoma . Christie estaba fascinado por los conceptos de " autorrealización " de Abraham Maslow, un reconocido psicólogo estadounidense, y después de conocer a Timothy Zell en el Westminster College en Fulton, Misuri, comenzó a experimentar con la percepción extrasensorial . Fue durante este tiempo que el grupo leyó la novela de ciencia ficción de Heinlein, Stranger in a Strange Land (1961), que se convirtió en la inspiración para CAW. 
El libro de Heinlein, combinado con los conceptos de autorrealización de Maslow, condujo a la formación de una hermandad del agua que Zell y Christie llamaron Atl, la palabra azteca para "agua", y que también significa "hogar de nuestros antepasados". Atl se dedicó al cambio político y social y el grupo creció a unos 100 miembros. 
Zell formó CAW a partir de Atl, y solicitó su registro como iglesia en 1967. Fue formalmente constituida el 4 de marzo de 1968, convirtiéndose en la primera religión neopagana en obtener el reconocimiento completo de los Estados Unidos como iglesia.

## Organización y creencias iniciales
CAW modeló su organización según el grupo en la novela de Heinlein, como una serie de 9 nidos en círculos progresivos, cada uno de los cuales lleva el nombre de un planeta. El dogma básico del CAW era que no había dogma: la "creencia" básica era una "ausencia de creencias" declarada. Dentro de su religión, el único pecado era la hipocresía y el único delito a los ojos de la iglesia era interferir con otra persona. 

## Evolución
El avance hacia un énfasis en la naturaleza eventualmente llevó a una ruptura de la relación entre CAW y Atl. En 1974, CAW tenía nidos en más de una docena de estados en todo Estados Unidos. Ese año, Zell se casó con Morning Glory (llamada originalmente Diana Moore) y en 1976 él y Morning Glory se establecieron en Eugene, Oregon y luego en la tierra de Coeden Brith en el norte de California. 
Cuando Zell se alejó del liderazgo central, la Iglesia de Todos los Mundos sufrió conflictos internos que llevaron a la disolución de la mayor parte de la iglesia. En 1978, el foco y la sede se trasladaron a California con los Zell y la estructura del nido de nueve círculos fue renovada. CAW luego sirvió durante varios años como una organización paraguas para sus filiales. 

## Filiales
Morning Glory Zell fundó la Asociación de Investigación Ecosófica (ERA) en 1977 para investigar leyendas y tradiciones arcanas. Su primer proyecto notable fue la creación de unicornios vivos en 1980, después de señalar que el arte antiguo representa a las criaturas más como una cabra que como un caballo. Los Zell reconstruyeron lo que afirmaron que era un antiguo procedimiento de creación de unicornios, un proceso que implicaba manipular quirúrgicamente los cuerno de las crías durante su primera semana de vida, y crearon varios unicornios, algunos de los cuales viajaron con el Circo Ringling Brothers por un tiempo. La ERA patrocinó una expedición en busca de sirenas a Papua, Nueva Guinea, en 1985 y un proyecto de ERA posterior involucró un ritual mundial en mayo de 1996 para aprovechar y reactivar el Oráculo en Delfos. Este rito implicó un intento relativamente temprano de utilizar la comunidad en línea y los rituales de la comunidad virtual facilitados por Internet, realizados simultáneamente en diferentes zonas horarias, liderados por Maerian Morris, otra ex sacerdotisa de CAW, que trabajaba en Delfos. La reactivación de Delfos fue el tema de una serie de seis editoriales en Green Egg (números 125 a 130) desde noviembre / diciembre de 1998 hasta septiembre / octubre de 1999.  
En 1978 CAW se fusionó con Nemeton, una organización pagana fundada por Gwydion Pendderwen y Alison Harlow. En 1987, CAW también absorbió Forever Forests, otra de las organizaciones de Pendderwen. Una expansión de Forever Forests fue fundada en 1983 por Anodea Judith, expresidenta y Suma Sacerdotisa de CAW, llamada Lifeways. 
La Orden Sagrada de la Madre Tierra (HOME), fundada en 1978 por los Zell, es otra filial, dedicada a la vida mágica y al trabajo con la tierra. 
Oberon y Morning Glory Zell-Ravenheart han aparecido en más de 20 festivales Starwood (y algunos simposios WinterStar) en los últimos 25 años; Debido a esto, ha habido una presencia de la Iglesia de Todos los Mundos en Starwood, llamada CAWmunity, durante más de una década.

## Primer renacimiento
A mediados de la década de 1980, CAW prácticamente había dejado de operar fuera de Ukiah, California, donde los Zell se mudaron en 1985. Anodea Judith asumió la presidencia hasta 1991, y la estructura de la organización fue renovada con planes para más reuniones de nidos, cursos de formación, nuevos rituales y publicaciones. A fines de la década de 1980, CAW había aumentado el número de miembros internacionalmente, volviéndose particularmente fuerte en Australia, donde se registró legalmente en 1992. 
En 1998, Oberon Zell-Ravenheart tomó un año sabático de su papel como Primado, y la sede de la iglesia se trasladó a Toledo, Ohio. 

## Intento de cierre y segundo renacimiento
En agosto de 2004, el Consejo de Administración decidió poner fin a la CAW debido a dificultades financieras y legales. En enero de 2006, debido al esfuerzo de Jack Crispin Cain para ayudar a salvar la organización, CAW se restableció con los Zell asumiendo, nuevamente, un papel de liderazgo. En 2007, Green Egg, la influyente revista de CAW, volvió a publicarse en un formato digital en internet. La "Tercera Resurrección del Fénix de la Iglesia" continúa hasta el presente.